# Antonina Chouranova
Antonina Chouranova (en russe : Антонина Николаевна Шуранова), née le 30 avril 1936 à Sébastopol (Crimée, Union soviétique) et morte le 5 février 2003 à Saint-Pétersbourg, Russie, est une actrice soviétique puis russe.

## Biographie
À la fin de la Deuxième Guerre mondiale la famille d'Antonina Chouranova s'établit à Léningrad. Après ses cours, Antonina a travaillé pendant trois ans comme jardinière pour aider sa famille. En 1962 elle a fini l'École théâtrale et jusqu'en 1988 a travaillé au Théâtre des jeunes spectateurs. Puis elle a joué dans plusieurs théâtres. À l'écran on peut la voir dans les films de Serge Bondartchouk, Igor Talankine, Nikita Mikhalkov et autres. Elle est morte en 2003 et est enterrée au cimetière Serafimovski.

## Filmographie partielle
- 1967 : Guerre et Paix (Война и мир) de Serge Bondartchouk : princesse Maria Bolkonskaïa
- 1969 : Tchaïkovski (Чайковский) d'Igor Talankine : Nadiejda Filaretovna von Meck
- 1972 : Virage dandereux (Опасный поворот) de Vladimir Bassov (téléfilm) : Olwen Peel
- 1973 : Les Affaires cordiales (Дела сердечные) d'Igor Maslennikov : Lida
- 1975 : Zvezda plenitelnogo schastya (Звезда пленительного счастья) de Vladimir Motyl: épisode
- 1976 : Confiance (Доверие) film de Edvin Laine et Viktor Tregoubovitch : Rosa Luxemburg
- 1977 : Partition inachevée pour piano mécanique (Неоконченная пьеса для механического пианино) de Nikita Mikhalkov: Anna Petrovna Voïnitseva
- 1988 : Les Physiciens (Физики) d'Oleg Riabokogne : Martha Boll
- 1995 : La Cerise d'hiver 3 (Зимняя вишня 3) : mère d'Olga

## Décorations
- 1974 : artiste émérite de la fédération de Russie
- 1980 : artiste du peuple de la fédération de Russie